# Europacup I 1975/76
De 21ste editie van de Europacup I werd gewonnen door Bayern München in de finale tegen het Franse AS Saint-Étienne. Het was de derde overwinning van de Duitsers op rij.

## Eerste ronde
| Team #1                  | Tot.             | Team #2          | 1ste wed | 2de wed |
| ------------------------ | ---------------- | ---------------- | -------- | ------- |
| Borussia Mönchengladbach | 7 - 2            | SSW Innsbruck    | 1 - 1    | 6 - 1   |
| CSKA Sofia               | 2 - 3            | Juventus         | 2 - 1    | 0 - 2   |
| ŠK Slovan Bratislava     | 1 - 3            | Derby County     | 1 - 0    | 0 - 3   |
| Real Madrid              | 4 - 2            | Dinamo Boekarest | 4 - 1    | 0 - 1   |
| SL Benfica               | 7 - 1            | Fenerbahçe SK    | 7 - 0    | 0 - 1   |
| Újpest Dósza             | 5 - 5 (uitgoals) | FC Zürich        | 4 - 0    | 1 - 5   |
| Malmö FF                 | 3 - 3 (2-1 n.p.) | 1. FC Magdeburg  | 2 - 1    | 1 - 2   |
| Jeunesse d'Esch          | 1 - 8            | Bayern München   | 0 - 5    | 1 - 3   |
| Olympiakos Piraeus       | 2 - 3            | Dynamo Kiev      | 2 - 2    | 0 - 1   |
| Omonia Nicosia           | 2 - 5            | ÍA Akranes       | 2 - 1    | 0 - 4   |
| KB                       | 1 - 5            | AS Saint-Étienne | 0 - 2    | 1 - 3   |
| Rangers FC               | 5 - 2            | Bohemians FC     | 4 - 1    | 1 - 1   |
| Floriana FC              | 0 - 8            | Hajduk Split     | 0 - 5    | 0 - 3   |
| RWD Molenbeek            | 4 - 2            | Viking FK        | 3 - 2    | 1 - 0   |
| Ruch Chorzów             | 7 - 2            | KuPS             | 5 - 0    | 2 - 2   |
| Linfield FC              | 1 - 10           | PSV Eindhoven    | 1 - 2    | 0 - 8   |

## Tweede ronde
| Team #1                  | Tot.         | Team #2        | 1ste wed | 2de wed |
| ------------------------ | ------------ | -------------- | -------- | ------- |
| Borussia Mönchengladbach | 4 - 2        | Juventus       | 2 - 0    | 2 - 2   |
| Derby County             | 5 - 6 (n.v.) | Real Madrid    | 4 - 1    | 1 - 5   |
| SL Benfica               | 6 - 5        | Újpest Dósza   | 5 - 2    | 1 - 3   |
| Malmö FF                 | 1 - 2        | Bayern München | 1 - 0    | 0 - 2   |
| Dynamo Kiev              | 5 - 0        | ÍA Akranes     | 3 - 0    | 2 - 0   |
| AS Saint-Étienne         | 4 - 1        | Rangers FC     | 2 - 0    | 2 - 1   |
| Hajduk Split             | 7 - 2        | RWD Molenbeek  | 4 - 0    | 3 - 2   |
| Ruch Chorzów             | 1 - 7        | PSV Eindhoven  | 1 - 3    | 0 - 4   |

## Kwartfinale
| Team #1                  | Tot.             | Team #2          | 1ste wed | 2de wed |
| ------------------------ | ---------------- | ---------------- | -------- | ------- |
| Borussia Mönchengladbach | 3 - 3 (uitgoals) | Real Madrid      | 2 - 2    | 1 - 1   |
| SL Benfica               | 1 - 5            | Bayern München   | 0 - 0    | 1 - 5   |
| Dynamo Kiev              | 2 - 3 (n.v.)     | AS Saint-Étienne | 2 - 0    | 0 - 3   |
| Hajduk Split             | 2 - 3 (n.v.)     | PSV Eindhoven    | 2 - 0    | 0 - 3   |

## Halve finale
| Team #1          | Tot.  | Team #2        | 1ste wed | 2de wed |
| ---------------- | ----- | -------------- | -------- | ------- |
| Real Madrid      | 1 - 3 | Bayern München | 1 - 1    | 0 - 2   |
| AS Saint-Étienne | 1 - 0 | PSV Eindhoven  | 1 - 0    | 0 - 0   |

## Finale
| Team #1        | Res.  | Team #2          |
| -------------- | ----- | ---------------- |
| Bayern München | 1 - 0 | AS Saint-Étienne |

Hampden Park, Glasgow
12 mei 1976

Opkomst: 54 864  toeschouwers

Scheidsrechter: Károly Palotai (Hongarije)

Scorers: 57' Franz Roth 1-0
Bayern München (trainer Dettmar Cramer):

Sepp Maier; Johnny Hansen, Hans-Georg Schwarzenbeck, Franz Beckenbauer (c), Udo Horsmann; Bernd Dürnberger, Franz Roth, Hans-Josef Kapellmann; Karl-Heinz Rummenigge, Gerd Müller, Uli Hoeneß
Saint-Étienne (trainer Robert Herbin):

Ivan Ćurković; Pierre Repellini, Oswaldo Piazza, Christian Lopez, Gérard Janvion; Dominique Bathenay, Jacques Santini, Jean-Michel Larqué; Patrick Revelli, Hervé Revelli, Christian Sarramagna (sub Dominique Rocheteau)

## Kampioen
| Europacup I – Seizoen 1975/76 |
| ----------------------------- |
| Bayern München 3de titel      |